# Брюхново
Брюхново — деревня в Великолукском районе Псковской области России. Входит в состав сельского поселения «Купуйская волость».
Расположена в центре района в 8 км к северо-западу от волостного центра Купуй и в 14 км к югу от райцентра Великие Луки.

## Население
Численность населения по оценке на 2000 год составляла 10 жителей, на 2010 год — 5 жителей.